# Победници светских првенстава у атлетици на отвореном — 5.000 метара
Дисциплина трчања на 5.000 метара у мушкој конкуренцији налази се у програму светских првенстава у атлетици од 1. Светског првенства 1983. у Хелсинкију.
Највише успеха у појединачној конкуренцији имао је натурализовани Британац Мо Фара са три златне медаље и једном сребрном. Елијуд Кипчоге из Кеније је рекордер светских првенстава са резултатом 12:52.79 (12 минута, 52 секунде, 79 стотинки) оствареним на Светском првенству у Паризу 2003. године. У екипној конкуренцији Кенијци воде са шеснаест освојених медаља, од којих је седам златних. Етиопљани имају 13 освојених медаља, од којих су три златне.
Освајачи медаља на светским првенствима и њихови резултати приказани су у следећој табели. Резултати освајача медаља су дати у формату минути:секунде.стотинке.
| Светско првенство       |                                |              |                                  |          |                             |          |
| Хелсинки 1983. детаљи   | Имон Кофлин Ирска              | 13:28.53 РСП | Вернер Шилдхауер Источна Немачка | 13:30.20 | Марти Ваинио Финска         | 13:30.34 |
| Рим 1987. детаљи        | Саид Ауита Мароко              | 13:28.63     | Домингос Кастро Португалија      | 13:28.68 | Франк О'Мара Ирска          | 13:28.79 |
| Токио 1991. детаљи      | Јобес Ондијеки Кенија          | 13:14.45 РСП | Фита Бајиса Етиопија             | 13:16.64 | Брахим Бутајеб Мароко       | 13:22.70 |
| Штутгарт 1993. детаљи   | Исмаел Кируи Кенија            | 13:02.75 РСП | Хаиле Гебрселасије Етиопија      | 13:03.17 | Фита Бајиса Етиопија        | 13:05.40 |
| Гетеборг 1995. детаљи   | Исмаел Кируи Кенија            | 13:16.77     | Халид Булами Мароко              | 13:17.15 | Шем Корориа Кенија          | 13:17.59 |
| Атина 1997. детаљи      | Данијел Комен Кенија           | 13:07.38     | Халид Булами Мароко              | 13:09.34 | Том Њарики Кенија           | 13:11.09 |
| Севиља 1999. детаљи     | Салах Хису Мароко              | 12:58.13 РСП | Бенџамин Лимо Кенија             | 12:58.72 | Мухамед Мурхит Белгија      | 12:58.80 |
| Едмонтон 2001. детаљи   | Ричард Лимо Кенија             | 13:00.77     | Милион Волде Етиопија            | 13:03.47 | Џон Кибовен Кенија          | 13:05.20 |
| Париз 2003. детаљи      | Елијуд Кипчоге Кенија          | 12:52.79 РСП | Хишам ел Геруж Мароко            | 12:52.83 | Кенениса Бекеле Етиопија    | 12:53.12 |
| Хелсинки 2005. детаљи   | Бенџамин Лимо Кенија           | 13:32.55     | Силеши Сихине Етиопија           | 13:32.81 | Крег Мотрам Аустралија      | 13:32.96 |
| Осака 2007. детаљи      | Бернард Лагат Сједињене Државе | 13:45.87     | Елијуд Кипчоге Кенија            | 13:46.00 | Мозес Ндиема Кипсиро Уганда | 13:46.75 |
| Берлин 2009. детаљи     | Кенениса Бекеле Етиопија       | 13:17.09     | Бернард Лагат Сједињене Државе   | 13:17.33 | Џејмс Квалиа Сикуруи Катар  | 13:17.78 |
| Тегу 2011. детаљи       | Мо Фара Велика Британија       | 13:23.36     | Бернард Лагат Сједињене Државе   | 13:23.64 | Деџен Гебремескел Етиопија  | 13:23.92 |
| Москва 2013. детаљи     | Мо Фара Велика Британија       | 13:26.98     | Хагос Гебрхивет Етиопија         | 13:27.26 | Ајзеа Коеч Кенија           | 13:27.26 |
| Пекинг 2015. детаљи     | Мо Фара Велика Британија       | 13:50.38     | Кејлеб Мванганги Ндику Кенија    | 13:51.75 | Хагос Гебрхивет Етиопија    | 13:51.86 |
| Лондон 2017. детаљи     | Муктар Едрис Етиопија          | 13:32.79     | Мо Фара Велика Британија         | 13:33.22 | Пол Челимо Сједињене Државе | 13:33.30 |
| Доха 2019. детаљи       | Муктар Едрис Етиопија          | 12:58.85     | Селемон Барега Етиопија          | 12:59.70 | Мухамед Ахмед Канада        | 13:01.11 |
| Јуџин 2022. детаљи      | Јакоб Ингебригтсен Норвешка    | 13:09.24     | Џејкоб Кроп Кенија               | 13:09.98 | Оскар Челимо Уганда         | 13:10.20 |
| Будимпешта 2023. детаљи | Јакоб Ингебригтсен Норвешка    | 13:11.30     | Мохамед Катир Шпанија            | 13:11.44 | Џејкоб Кроп Кенија          | 13:12.28 |
| Токио 2025.             |                                |              |                                  |          |                             |          |

## Биланс медаља у трци на 5.000 метара
Стање после СП 2023.
|     | Земља            |    |    |    |    |
| --- | ---------------- | -- | -- | -- | -- |
| 1.  | Кенија           | 7  | 4  | 5  | 16 |
| 2.  | Етиопија         | 3  | 6  | 4  | 13 |
| 3.  | Велика Британија | 3  | 1  | -  | 4  |
| 4.  | Мароко           | 2  | 3  | 1  | 6  |
| 5.  | Норвешка         | 2  | -  | -  | 2  |
| 6.  | Сједињене Државе | 1  | 2  | 1  | 4  |
| 7.  | Ирска            | 1  | -  | 1  | 2  |
| 8.  | Источна Немачка  | -  | 1  | -  | 1  |
| 8.  | Португалија      | -  | 1  | -  | 1  |
| 8.  | Шпанија          | -  | 1  | -  | 1  |
| 11. | Уганда           | -  | -  | 2  | 2  |
| 12. | Финска           | -  | -  | 1  | 1  |
| 12. | Белгија          | -  | -  | 1  | 1  |
| 12. | Аустралија       | -  | -  | 1  | 1  |
| 12. | Катар            | -  | -  | 1  | 1  |
| 12. | Канада           | -  | -  | 1  | 1  |
|     | Укупно 16 земаља | 19 | 19 | 19 | 57 |